# 갓 오브 워 (2018년 비디오 게임)
《갓 오브 워》(God of War)는 샌타모니카 스튜디오가 개발하고 소니 인터랙티브 엔터테인먼트(SIE)가 배급한 액션 어드벤처 게임이다. 2018년 4월 20일 플레이스테이션 4(PS4)용으로 출시된 이 게임은 갓 오브 워 시리즈 중 8번째 게임이며 2010년 갓 오브 워 3의 후속작이다. 그리스 신화에 어느 정도 기반을 둔 이전 게임들과 달리 이 게임은 노르드 신화에 뿌리를 두고 있으며 대부분의 배경은 미드가르드 왕국의 고대 노르웨이이다. 시리즈 최초로 2명의 주인공이 등장한다: 크레토스, 그리고 그의 나이 어린 아들 아트레우스(Atreus). 크라토스의 두 번째 아내이자 아르테우스의 어머니의 사망 후 그녀의 재를 아홉 왕국의 꼭대기에 뿌려달라는 요청을 수행하기 위해 여행을 떠난다.

## 게임플레이
갓 오브 워는 3인칭 액션 어드벤처 비디오 게임이다.

## 평가
갓 오브 워는 리뷰 애그리게이터 메타크리틱에 따르면 전반적인 찬사를 받았으며 오리지널 갓 오브 워 작품과 함께 프랜차이즈에서 가장 높은 점수를 받았다.

### 참고 문헌
- Barlog, James M. (2018년 8월 28일). 《God of War – The Official Novelization》. God of War 1판. 미국: Titan Books. ISBN 978-1-789-09014-7.
- Juba, Joe (February 2018). “Worshipping at New Altars: How Sony is Reinventing God of War”. 《게임 인포머》. 298호 (미니애폴리스, 미네소타주: 게임스톱). 34–45쪽.